# سعید الکاربی
سعید الکاربی (انگلیسی: Said Al-Karbi) تیرانداز اهل قطر است. وی در بازی‌های المپیک تابستانی ۱۹۸۴ شرکت کرده‌است.